# Alejandra Paola Pérez López
Pour les articles homonymes, voir Perez et López.
Alejandra Paola Pérez López, née le 9 juillet 1998 à Maracaibo (Venezuela), est une athlète handisport vénézuélienne concourant en catégorie T12 pour les athlètes déficients visuels. Elle remporte la médaille de bronze du 400 m T12 aux Jeux paralympiques d'été de 2020.
Sa sœur jumelle Linda Patricia Pérez López est également une athlète handisport.

## Carrière
Lors des Jeux de 2020, Pérez López remporte la médaille de bronze du 400 m T12 en 57 s 06 derrière la Cubaine Omara Durand (52 s 58) et l'Ukrainienne Oksana Boturchuk (55 s 33).

## Vie privée
Sa sœur jumelle Linda Patricia Pérez López remporte l'or sur le 100 m T11 aux Jeux paralympiques d'été de 2020.

## Palmarès
| Date | Compétition            | Lieu     | Place | Course | Temps   |
| ---- | ---------------------- | -------- | ----- | ------ | ------- |
| 2021 | Jeux paralympiques     | Tokyo    | 3e    | 400 m  | 57 s 06 |
| 2021 | Jeux paralympiques     | Tokyo    | —     | 100 m  | DSQ     |
| 2021 | Jeux paralympiques     | Tokyo    | 4e    | 200 m  | 25 s 27 |
| 2023 | Championnats du monde  | Paris    | 2e    | 100 m  | 12 s 57 |
| 2023 | Championnats du monde  | Paris    | 2e    | 200 m  | 25 s 42 |
| 2023 | Jeux parapanaméricains | Santiago | 2e    | 100 m  |         |
| 2024 | Jeux paralympiques     | Paris    | 2e    | 200 m  | 24 s 19 |
| 2024 | Jeux paralympiques     | Paris    | 4e    | 400 m  | 56 s 64 |